# サテライト・トランジット・システム
サテライト・トランジット・システム（英: Satellite Transit System (STS)）は、シアトル・タコマ国際空港にて運行されているAutomated People Mover (APM) システムである。
もともとは1969年に開業しており、STSシステムはアメリカ合衆国で2番目に古い空港ピープル・ムーバーである。
APMは、シータック空港メイン・ターミナルおよび南北サテライト間を迅速に旅客輸送を行うために設計された。

## 歴史
当システムは、1,400万ドル (US$) の総費用をかけて、1969年に開業した。
最初のシステムは、9両の車両から成っており、増備分の3両は1970年代半ばに増備された。
当システムは、毎時14,400人の乗客定員および最高速度43km/h (27mph)での移動が可能なように設計された。
最初のSTS車両はウェスティングハウスによって製造されており、102人の最大乗客定員を有していた。
2つの環状線の平均移動時間は3.3分、シャトルは1.8分であり、各車両は毎年76,000km (47,000mi)の走行距離になると推定された。
1999年に、シアトル港はSTSシステム全体を1億4,200万ドル (US$) で完全整備することを承認した。
整備には、列車、制御、電源、駅、非常換気システムおよび維持保守工場などを含む、当システムのすべての面が含まれていた。
アップグレードと近代化は、2003年に完了した。
21両のボンバルディアInnovia APM 100車両が、全自動運行のためのCITYFLO 650信号技術および無線通信ベース列車制御 (CBTC) システムを使用している。

## レイアウトおよび運行
STSは、空港の警備領域内に位置している。
当システムは、メイン・ターミナル（コンコースA、B、CおよびD）および南北サテライト・ターミナルから延びている、4つのゲート・コンコースをそれぞれ取り扱っている6つの駅から成っている。
各駅には、プラットホーム端ドアが設置されている。
当システムは、南北サテライト・ターミナルを取り扱う2つの環状線およびメイン・ターミナルに2つの環状線を結ぶ3つ目の路線から成っている。
- ノース・トレイン・ループは、延長1,200m (4,100ft)[3]であり、かつD コンコース、C コンコースおよびN コンコースに駅がある[6]。
- サウス・トレイン・ループは、延長1,100m (3,700ft)[3]であり、かつA コンコース、B コンコースおよびS コンコースに駅がある[6]。
- シャトル・トレインは、延長300m (1,000ft)[3]であり、かつA コンコースおよびD コンコースに駅があり、ノース・トレイン・ループおよびサウス・トレイン・ループ間の連絡を取り扱う[6]。

## 公共アート
2003年の革新の一環として、公共アート計画が整備計画の範囲に含まれていた。
メイン・ターミナルの南駅では、ナンシー・ブラムによって作成された、アルミニウムおよびアルミニウム/樹脂混合物で成形された56以上の一連の花が特徴となっている。
メイン・ターミナルの北駅では、様々な旅行者の代表とするカレン・ガンツによって作成された、9つの一連の絵画となっている。